# Unicauda
Unicauda là một chi thích ty bào thuộc họ Myxobolidae.
Các loài thuộc chi này có ở Nam Mỹ.
Loài:
- Unicauda basiri Bhatt & Siddiqui, 1964
- Unicauda clavicauda (Kudo, 1934)
- Unicauda crassicauda (Kudo, 1934)